# Hầu tước xứ Ailesbury

Huy hiệu của Hầu tước xứ Ailesbury

Hầu tước xứ Ailesbury (tiếng Anh: Marquess of Ailesbury ) (sau này được gọi là Aylesbury), ở Hạt Buckingham, là một tước hiệu trong Đẳng cấp quý tộc Vương quốc Liên hiệp Anh. Nó được tạo ra vào ngày 17 tháng 7 năm 1821 cho Charles Brudenell-Bruce, Bá tước thứ 2 xứ Ailesbury.
Vào ngày 18 tháng 3 năm 1664, Robert Bruce, Bá tước thứ 2 xứ Elgin trong Đẳng cấp quý tộc Scotland được trao tước vị Nam tước xứ Bruce, của Skelton ở Hạt York, Tử tước xứ Bruce, của Ampthill ở Hạt Bedford, và Bá tước xứ Ailesbury, ở Hạt Buckingham, tất cả đều thuộc Đẳng cấp quý tộc Anh. Cháu trai của ông, Charles, Bá tước thứ 3 xứ Ailesbury (và Bá tước thứ 4 xứ Elgin), được trao tước vị Nam tước xứ Bruce, của Tottenham ở Hạt Wilts, vào ngày 17 tháng 4 năm 1746, trong Đẳng cấp quý tộc Đại Anh, với phần còn lại đặc biệt cho cháu trai của ông, Thomas Brudenell, con trai thứ tư và là con trai út của George Brudenell, Bá tước thứ 3 xứ Cardigan và Quý bà Elizabeth Bruce, em gái của Bá tước Ailesbury thứ 3. Khi Lãnh chúa Ailesbury qua đời vào năm 1747, các danh hiệu của ông đã biến mất, ngoại trừ Nam tước xứ Bruce năm 1746, được thừa kế bởi cháu trai của ông. Các danh hiệu Scotland của ông được chuyển cho người bà con của ông, Charles Bruce, Bá tước thứ 5 xứ Elgin.
Thomas Brudenell, Nam tước thứ 2 xứ Bruce, lấy họ bổ sung của Bruce theo giấy phép của Hoàng gia vào năm 1767. Vào ngày 10 tháng 6 năm 1776, ông được phong làm Bá tước xứ Ailesbury, tại Hạt Buckingham, trong Đẳng cấp quý tộc Đại Anh, một sự hồi sinh của tước hiệu đã bị mai một sau cái chết của chú ông 29 năm trước đó. Con trai của ông, Charles Brudenell-Bruce, Bá tước thứ 2 xứ Ailesbury được phong làm Tử tước xứ Savernake, của Savernake Forest ở Hạt Wilts, Bá tước Bruce, của Whorlton ở Hạt York, và Hầu tước xứ Ailesbury, ở Hạt Buckingham, vào ngày 17 Tháng 7 năm 1821, tất cả đều thuộc Đẳng cấp quý tộc Anh. Năm 1838, con trai cả của ông, George Brudenell-Bruce, Hầu tước thứ 2 xứ Ailesbury, được triệu tập đến Viện Quý tộc Anh thông qua tước hiệu Nam tước xứ Bruce của cha mình. Năm 1868, Hầu tước thứ 2 cũng được thừa kế Bá tước xứ Cardigan từ người bà con của mình là Bá tước Cardigan thứ 7, và do đó, các Hầu tước Ailesbury hiện cũng giữ các tước hiệu Bá tước xứ Cardigan (1661) và Nam tước xứ Brudenell, của Stonton ở Hạt Leicester (1628) ), trong Đẳng cấp quý tộc anh, cũng như là Nam tước của Anh, được phong là "của Deene ở Hạt Northampton".
Hầu tước thứ 2 được kế vị bởi em trai của ông, Ernest Brudenell-Bruce, Hầu tước thứ 3 xứ Ailesbury, người trước đó đã ngồi trong Hạ viện Anh trong 46 năm dưới tên Lãnh chúa Ernest Bruce. Hầu tước thứ 3 được kế vị bởi cháu trai của ông, George Brudenell-Bruce, Hầu tước thứ 4 xứ Ailesbury, con trai duy nhất của George John Brudenell-Bruce.[10] Hầu tước thứ 4 qua đời vì phá sản khi còn nhỏ và được kế vị bởi chú của ông, Henry Brudenell-Bruce, Hầu tước thứ 5 xứ Ailesbury, người trước đây đã đại diện cho Chippenham trong Quốc hội dưới tên Quý ngài Henry Bruce. Kể từ năm 2013, các tước hiệu được nắm giữ bởi chắt của Hầu tước thứ 5, Michael Brudenell-Bruce, Hầu tước thứ 8 xứ Ailesbury, các danh hiệu đã được truyền từ cha sang con trai.
Người thừa kế rõ ràng của Hầu tước mang tước hiệu lịch sự là Bá tước xứ Cardigan, và người thừa kế rõ ràng của ông mang tước hiệu Tử tước xứ Savernake. Từ năm 1776 đến năm 1821, người thừa kế rõ ràng của bá tước xứ Ailesbury mang tước hiệu lịch sự là Lãnh chúa xứ Bruce. Từ năm 1821 đến năm 1868, người thừa kế rõ ràng của hầu tước mang tước hiệu lịch sự Bá tước xứ Bruce trong khi người thừa kế rõ ràng của Bá tước xứ Bruce mang tước hiệu Tử tước xứ Savernake.
Kể từ khi Thomas Bruce, Bá tước thứ 2 của Ailesbury kế vị cha mình vào năm 1685, mọi Bá tước và Hầu tước xứ Ailesbury cũng đều là Người cai quản cha truyền con nối Savenake Forest. Điều này giải thích việc sử dụng danh hiệu Tử tước xứ Savernake trong gia đình. Mặc dù không phải là bá tước cho đến năm 1685, Thomas Bruce đã được thừa kế Quyền Giám hộ thông qua cuộc hôn nhân của ông với Quý bà Elizabeth Seymour vào năm 1676, vì Quyền Giám hộ trước đây thuộc về gia tộc Seymour. Lãnh chúa Ailesbury hiện tại là Warden thứ 30, cho đến khi ông nghỉ hưu vào năm 1987, lúc đó con trai ông là David Brudenell-Bruce, Bá tước xứ Cardigan trở thành Warden thứ 31.
Lãnh chúa Charles Bruce, con trai út của Hầu tước thứ nhất, là một chính trị gia Đảng Tự do. Hậu duệ của Hầu tước thứ 3 là người mẫu Florence Brudenell-Bruce.
Trụ sở của gia đình đặt tại Tottenham House, gần Marlborough, Wiltshire. Lần cuối cùng gia đình sống trong ngôi nhà là vào năm 1945, sau đó nó trở thành trường học và được bán vào năm 2015. Bất động sản được nắm giữ trong một quỹ ủy thác, do gia đình kiểm soát. Vào năm 2013, người thừa kế của hầu tước, Bá tước Cardigan, đã đệ đơn kiện những người được ủy thác với cáo buộc quản lý yếu kém. Kết quả là, hai Ủy viên được lệnh từ chức.